# Marina Shiraishi
Marina Shiraishi (白石 茉莉奈) née le 10 octobre 1986 à Minato, est une idole féminine et une actrice pornographique. Elle est membre de Ebisu Muscats.